# Брицкий, Григорий Яковлевич
Григорий Яковлевич Брицкий (4 [16] февраля 1870, Клишковцы, Хотинский уезд, Бессарабская область — 14 июня 1951, Ташкент) — деятель обновленческого движения в Средней Азии, управляющей Среднеазиатской епархией (1943—1944); после 1944 года протоиерей, настоятель Александро-Невского храма в Ташкенте.

## Биография
Родился 4 февраля 1870 года в селе Клишковцы, Хотинского уезда Бессарабской губернии в семье псаломщика.
Окончил Единецкого духовное училище. В 1891 году окончил Кишинёвскую духовную семинарию. В 1892 году епископом Кишинёвским и Хотинским Исаакием (Положенским) хиротонисан во пресвитера и назначен на должность миссионера во 2-й миссионерский округ в с. Мошаны Сорокского уезда.
В 1896 году назначен настоятелем Николаевской церкви города Хотина Бессарабской губернии. В 1901 году назначен учителем Закона Божия и настоятелем Покровского домового храма 1-й Ташкентской женской гимназии. В 1917 году участвовал во Всероссийском съезде законоучителей в Петрограде. После закрытия гимназии советской властью в 1918 году архиепископ Ташкентский и Туркестанский Иннокентий (Пустынский) назначил Брицкого настоятелем Ольгинской церкви Ташкента.
В 1922 году уклонился обновленческий раскол. В 1928 году взведён в сан протопресвитера. 7 декабря 1932 года награждён правом употребления жезла при богослужении. С 1924 по 1933 год был настоятелм Пантелеимоновского госпитального храма. Овдовел. Имел две дочери и сына Виктора. Вступил во второй гражданский брак с Екатериной Васильевной Бахваловой
22 марта 1944 года пинёс публичное покаяние архиепископу Куйбышевскому Алексию (Палицыну) и был вновь воссоединён с православной церковью и в сане протоиерея назначен настоятелем Александро-Невского храма в Ташкенте. Был хорошо знаком с уполномоченным по делам религий по Узбекистану А. И. Степановым, имел крепкие связи во властных структурах республики.
В марте 1945 года был назначен Председателем Епархиального совета Ташкентской и Среднеазиатской епархии. 18 марта 1946 года был отстранён от настоятельства в Александро-Невском храме и передал дела протоиерею Алексию Панкову. 18 декабря 1946 года был восстановлен в должности настоятеля.
Скончался 14 июня 1951 года в Ташкенте после перенесённого воспаления лёгких с ослождением на головной мозг. Похоронен у стен Александро-Невского храма на Боткинском кладбище.

## Награды
- Орден Святой Анны 2-й степени (награждён по представставлению начальника учебного округа Туркестанского генерал-губернаторства)
- Орден Святого Владимира 4-й степени («за устройство в 1916 году походной церкви при 10 госпитале в Могилёвской губернии»)
- Палица (от святейшего патриарха Тихона)
- Благодарность за патриотическую работу от Верховного вождя И. В. Сталина и председателя совета министров Узбекской ССР.